# Habia
Habia és un gènere d'ocells de la família dels cardinàlids (Cardinalidae), si bé eren incloses als tràupids (Thraupidae), fins treballs con ara Klicka et al. 2007

## Taxonomia
Segons la Classificació del Congrés Ornitològic Internacional (versió 2.5, 2010) aquest gènere està format per cinc espècies:
- Habia fuscicauda - havia gorja-roja.
- Habia gutturalis - havia fosca.
- Habia atrimaxillaris - havia caranegra.
- Habia cristata - havia crestada.
- Habia rubica - havia de coroneta vermella.

En altres classificacions s'inclouen dins aquest gènere, les espècies que l'IOC inclou al gènere Chlorothraupis.